# Meaucé
Meaucé település Franciaországban, Eure-et-Loir megyében. Lakosainak száma 499 fő (2022. január 1.). Meaucé Vaupillon, Bretoncelles és Le Pas-Saint-l’Homer községekkel határos.

## Népesség
A település népességének változása:
| Lakosok száma | 313  | 401  | 585  | 518  | 535  | 556  | 543  | 513  | 507  | 499  |
|               | 1968 | 1982 | 1990 | 2006 | 2013 | 2015 | 2017 | 2019 | 2020 | 2022 |